# Antipodochlora braueri
Genre
Espèce
Statut de conservation UICN

 LC  : Préoccupation mineure
Synonymes
- Epitheca braueri de Sélys-Longchamps, 1871[2] [3]

Antipodochlora braueri est une espèce de libellules de la famille des Corduliidae endémique de Nouvelle-Zélande. C'est la seule espèce du genre monotypique Antipodochlora.